# Alcázar de Jerez de la Frontera
O Alcázar de Jerez de la Frontera é um antigo alcázar mouro, que agora abriga um parque, em Jerez de la Frontera, no sul da Espanha. Foi declarado Bien de Interés Cultural em 1931.
A primeira fortaleza foi provavelmente construída no século XI, quando Jerez fazia parte do pequeno reino da Taifa de Arcos de la Frontera, em um local estabelecido desde os tempos pré-históricos no canto sudeste da cidade. No século 12, uma nova estrutura foi erguida para ser usada como residência e fortaleza pelo Califado Almóada. Mais tarde, após a Reconquista, foi a sede dos primeiros prefeitos cristãos e seu desenvolvimento continuou com um palácio e outras estruturas. O alcázar é uma das poucas estruturas que melhor exemplificam a arquitetura almóada na Península Ibérica.

## Descrição
O alcázar é composto por uma linha grosseiramente quadrangular de paredes, com um perímetro de aproximadamente 4 000 metros (13 000 pés). A Torre Octogonal foi construída em estilo almóada, enquanto o Palácio de Villavicencio, construído em 1664, foi construído em estilo barroco.
Dentro do alcázar há uma mesquita, a única remanescente das 18 que já estiveram presentes na cidade. Após a conquista cristã da fortaleza em 1261, ela foi colocada sob o comando de Nuño González de Lara. Mais tarde, foi transformada em igreja dedicada à Virgem Maria pelo rei Afonso X de Castela. O minarete, ainda existente, foi transformado em uma torre sineira. A sala de oração, precedida por uma pequena sala de abluções rituais, apresenta um mihrab, indicando a direção de Meca, e uma abóbada de costela com uma janela circular no topo.
- o Palácio do Pátio de Doña Blanca, datado da estrutura islâmica do século XII, originalmente um pavilhão de lazer
- O balneário (hammam), incluem uma zona de entrada para despir-se, conduzindo às salas frias e quentes, sendo esta última a maior do complexo. A sala final é a sala quente, cujo sistema de aquecimento ainda é parcialmente visível.[2]

### O Complexo Alcázar
As defesas do complexo consistiam em um projeto de parede dupla, em que uma parede externa de 4 metros de altura estava localizada a 4 metros da parede interna.  Essa parede interna apresentava torres localizadas em intervalos regulares; Das torres originais, apenas 7 permanecem. Estes foram construídos principalmente com taipa e tijolos, embora haja partes que utilizam espolia de pedra de locais próximos.  As torres em si são Torres Albarrana e presas à parede através de uma pequena arcada, em vez de serem construídas na parede.
O próprio castelo-fortaleza servia como uma cidade fortificada autônoma situada dentro de uma cidade fortificada maior. Esse arranjo era uma característica comum das práticas de construção almóada. Como tal, todos os elementos essenciais da defesa militar e da vida civil cotidiana estavam contidos dentro de suas paredes. Isso incluía não apenas alojamentos, banheiros e mesquitas, mas também armazéns de abastecimento e tanques de água.  A construção de um complexo de tal escala deveu-se tanto à aptidão almóada para refinar o processo de construção em um grau comparável ao dos romanos, quanto ao uso reduzido de elementos decorativos em comparação com épocas anteriores.

## Galeria

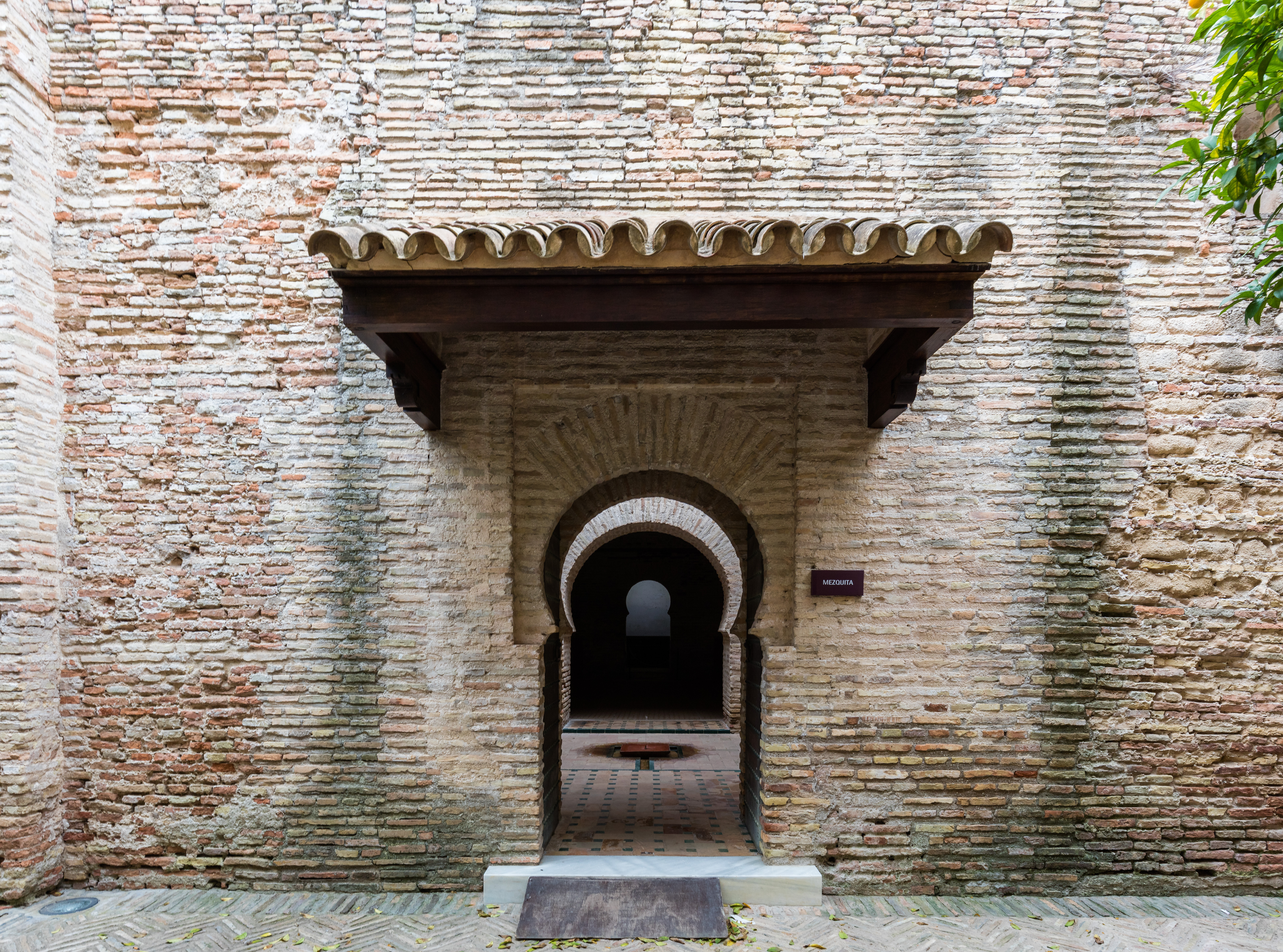
Entrada da mesquita
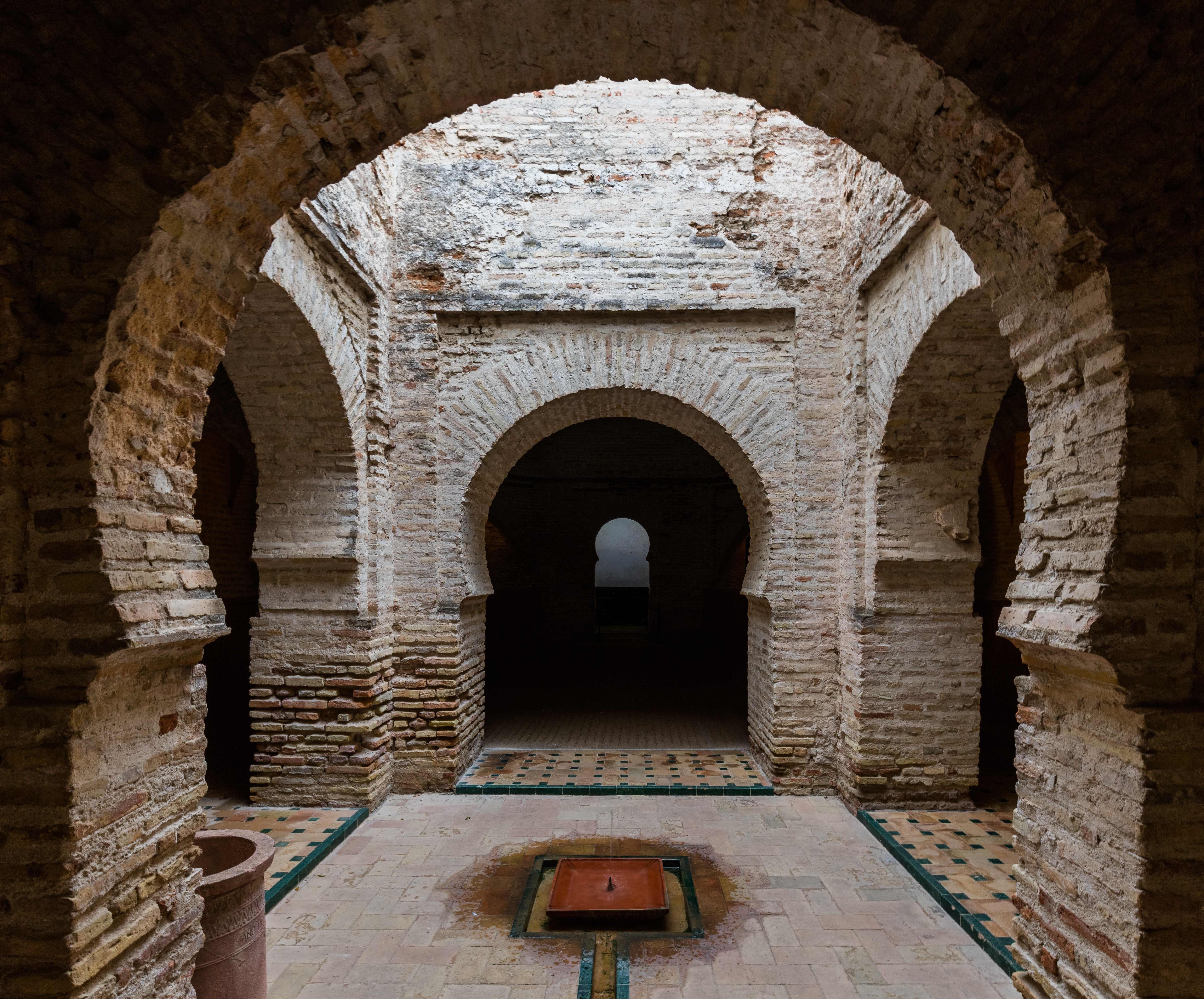
Vista interior da mesquita
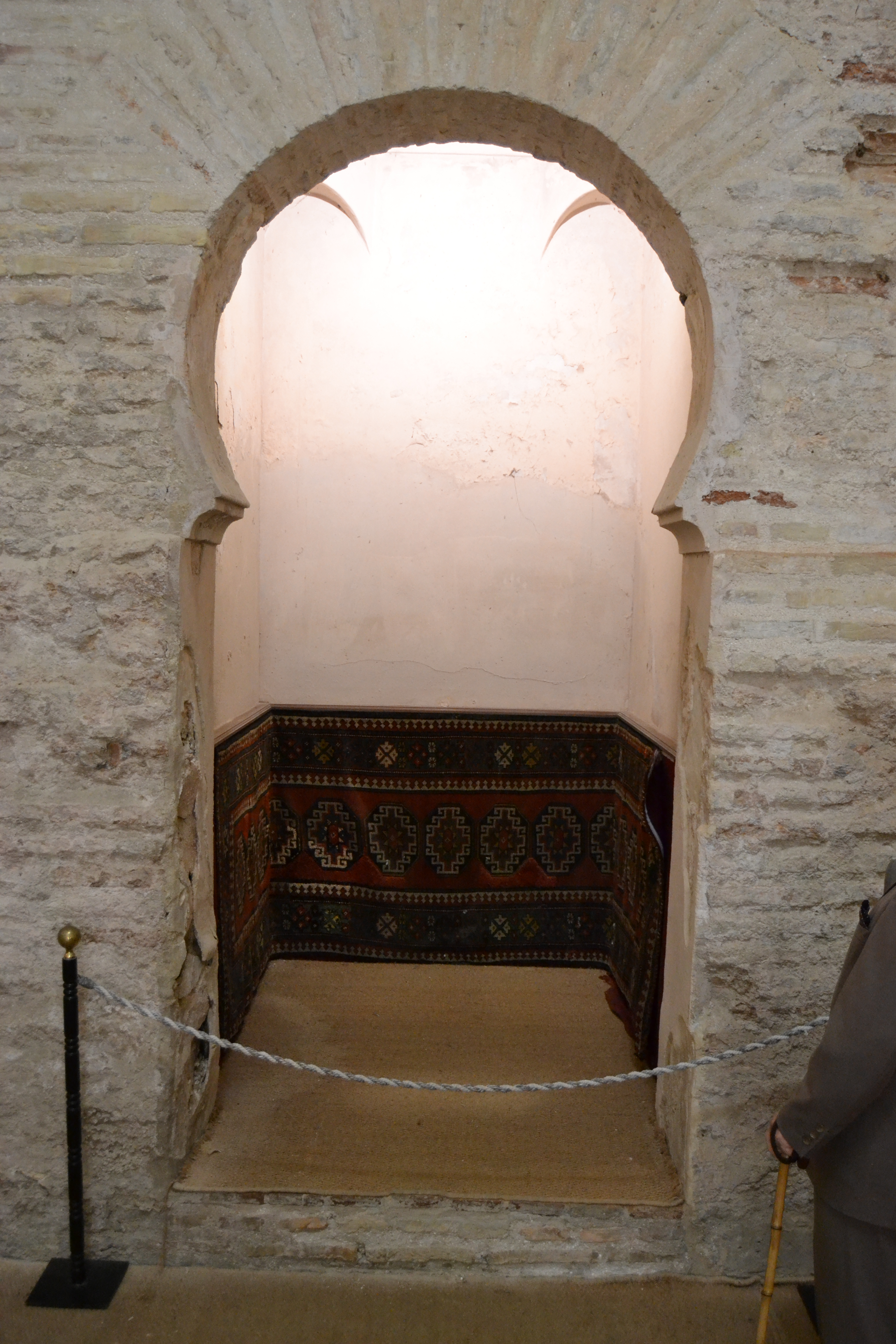
Detalhe de Mihrab
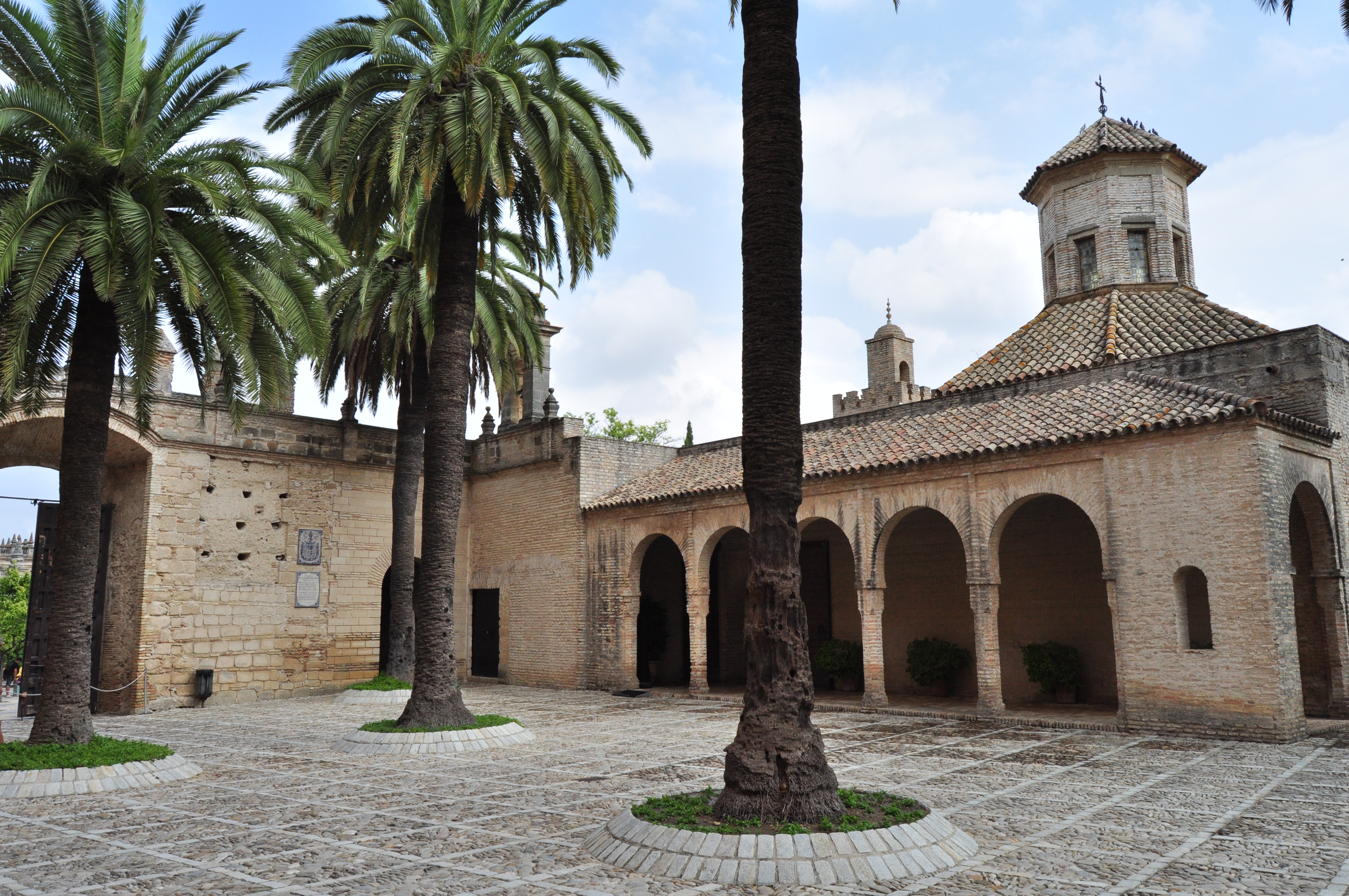
Pátio fora da mesquita
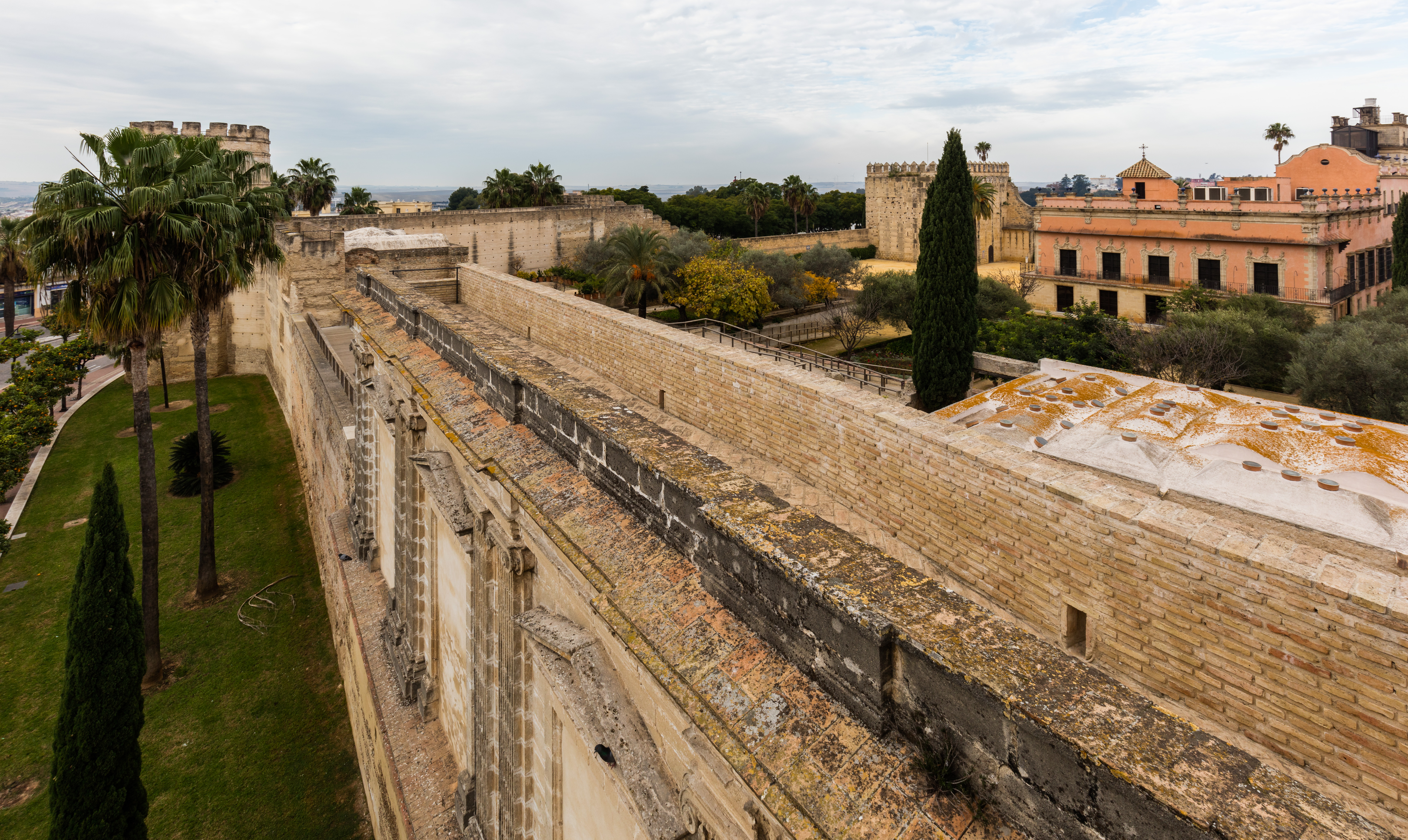
Vista superior da parede
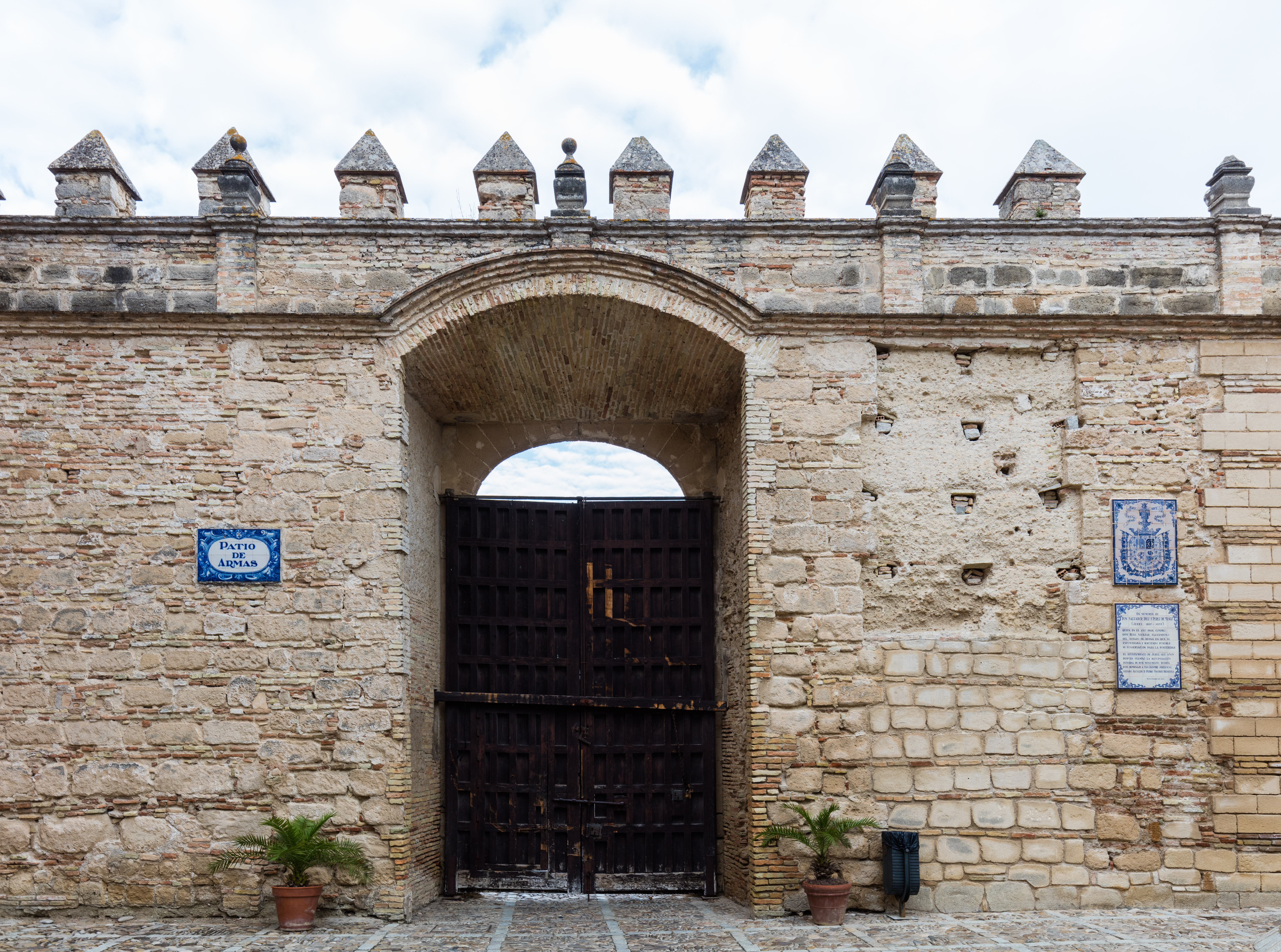
Vista interior da parede
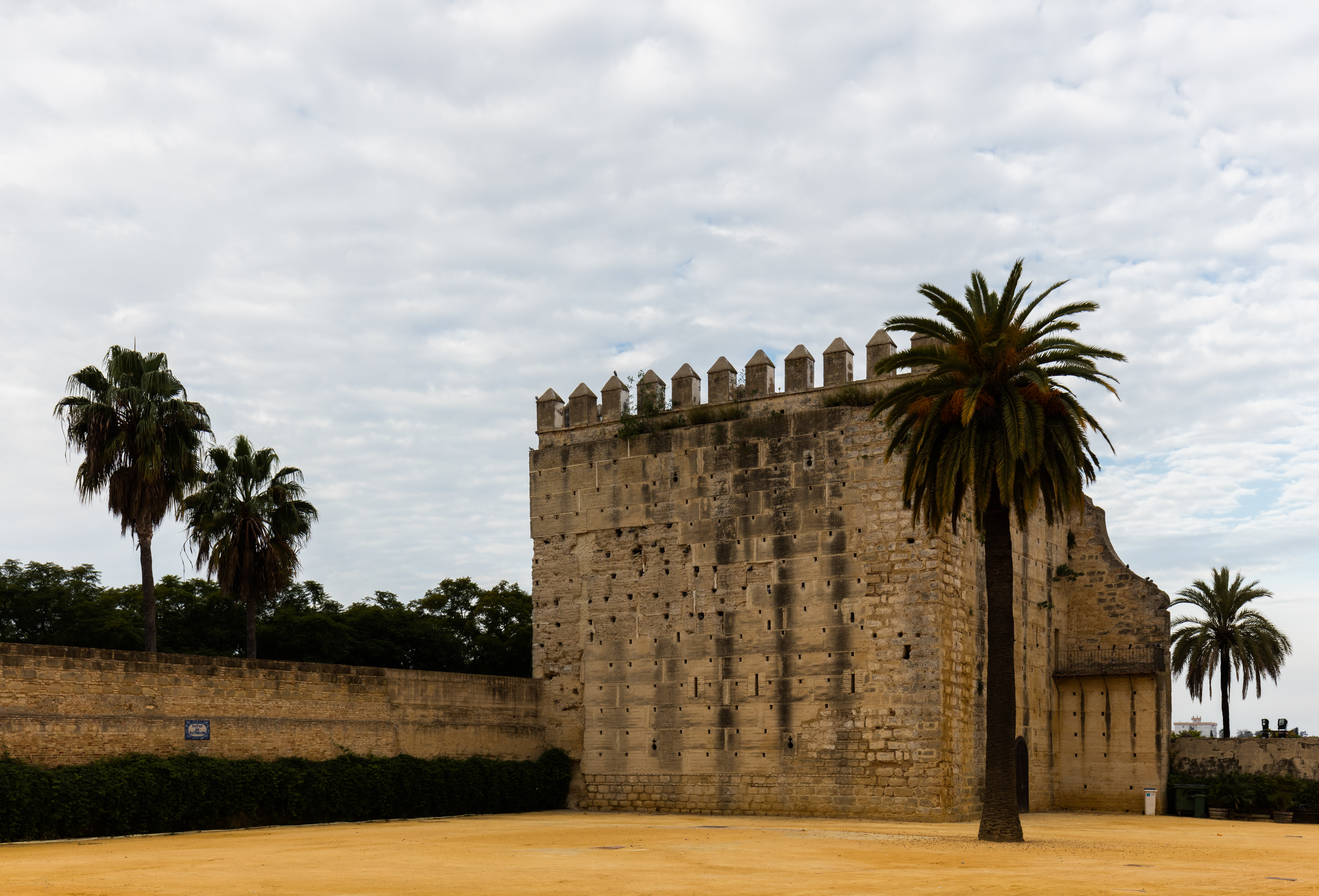
Torre
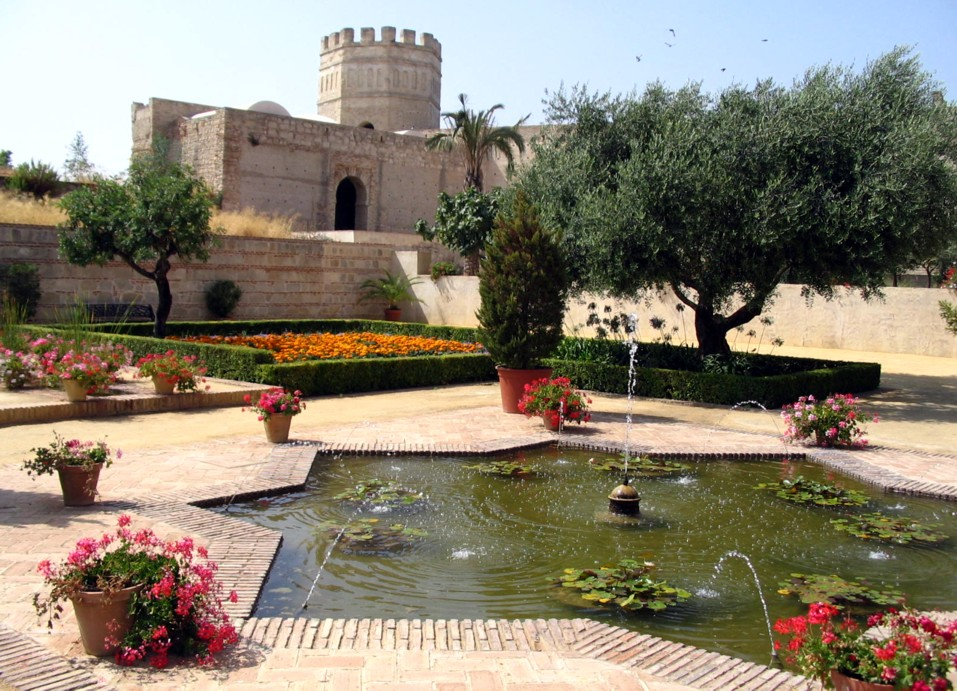
Jardins e Torre Octogonal
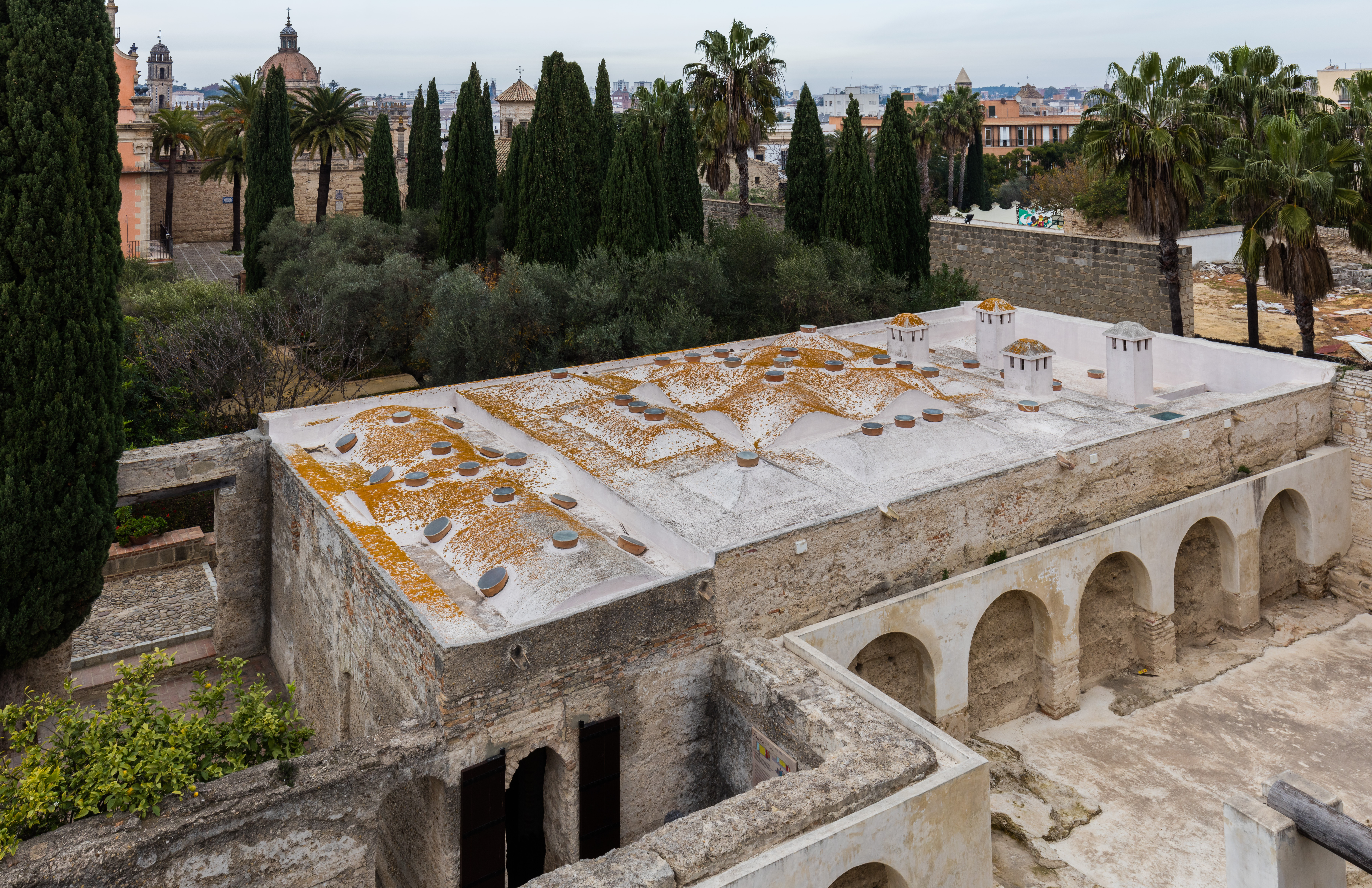
Vista exterior dos banhos
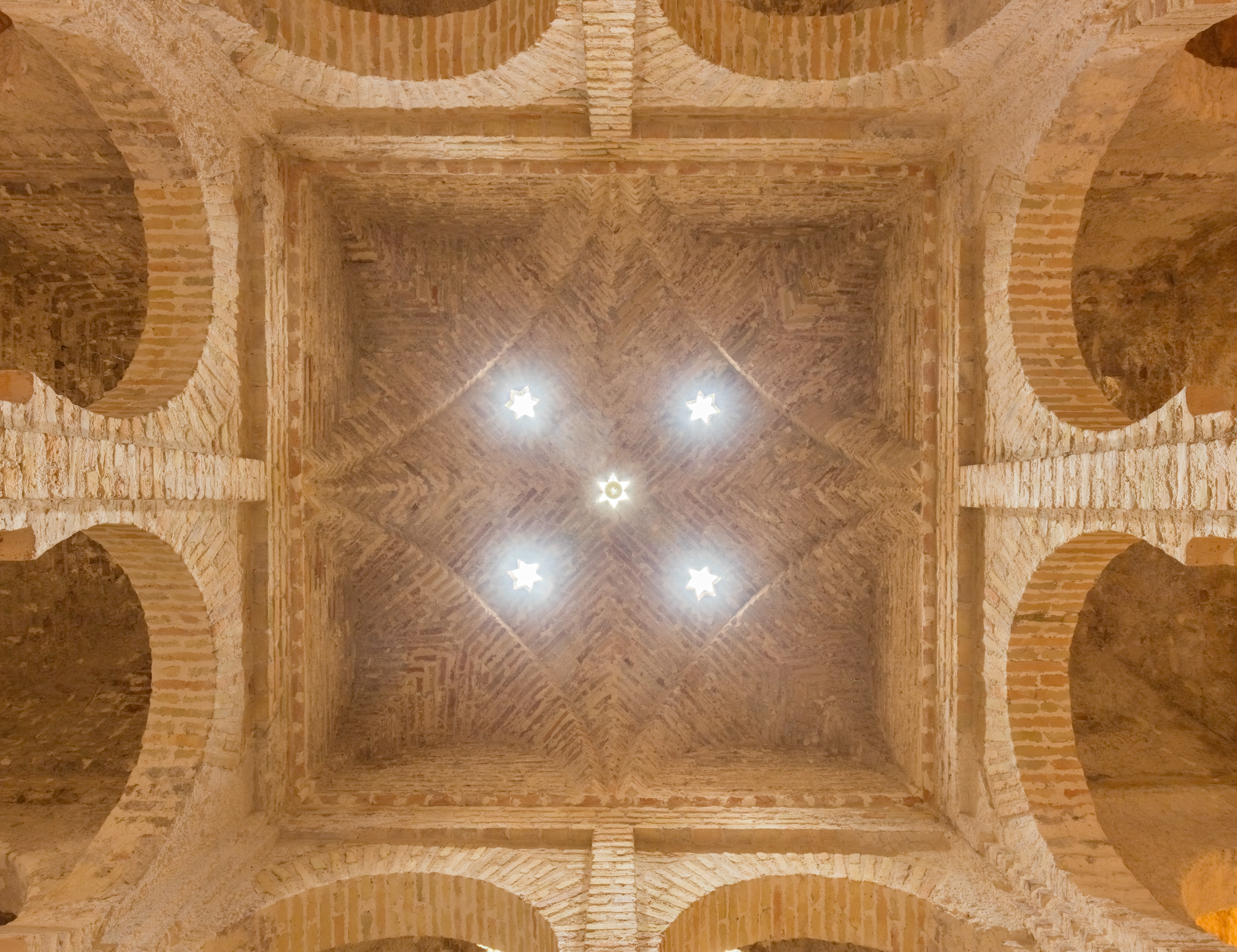
Interior dos banhos, detalhe de abóbada
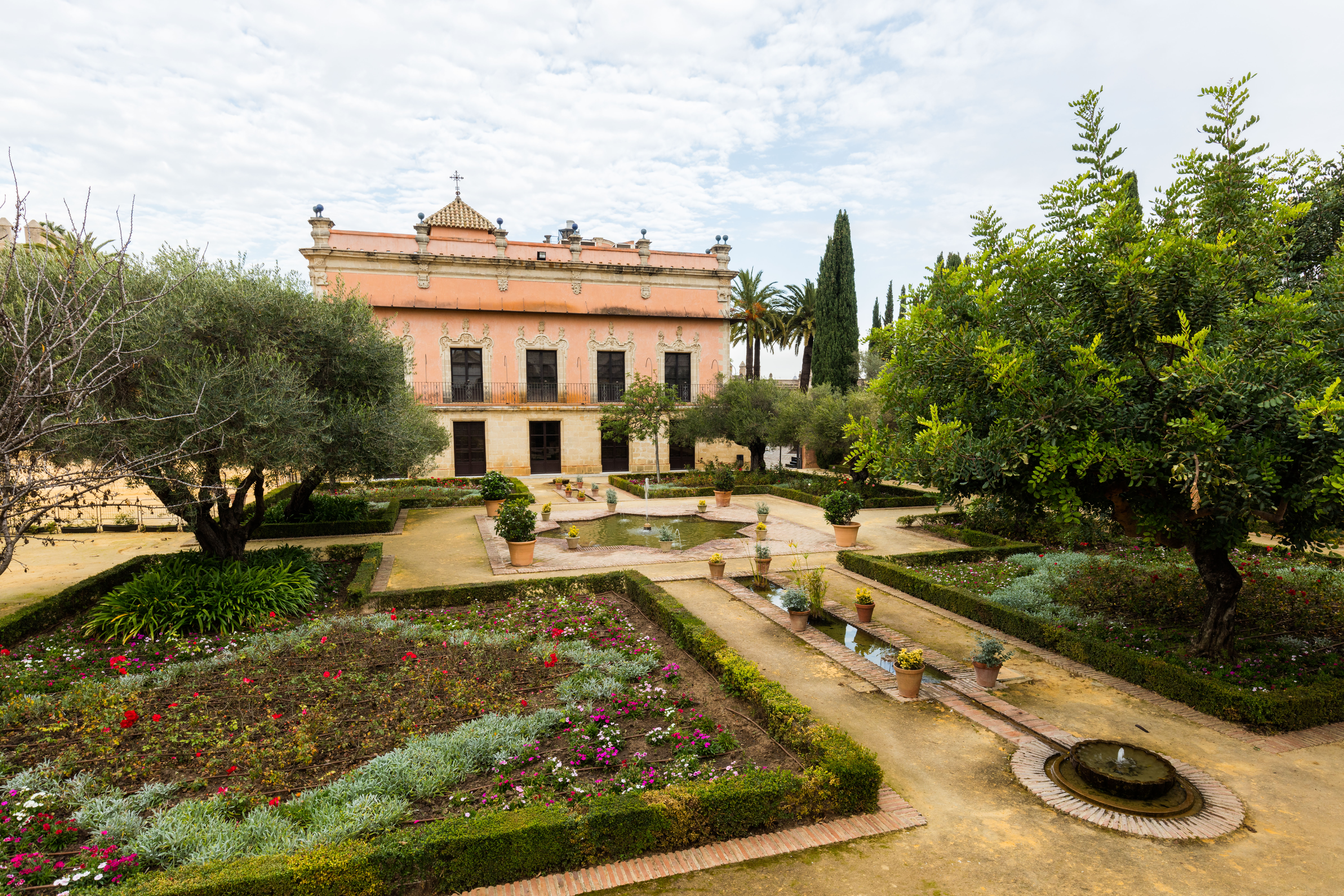
Palácio de Villavicencio
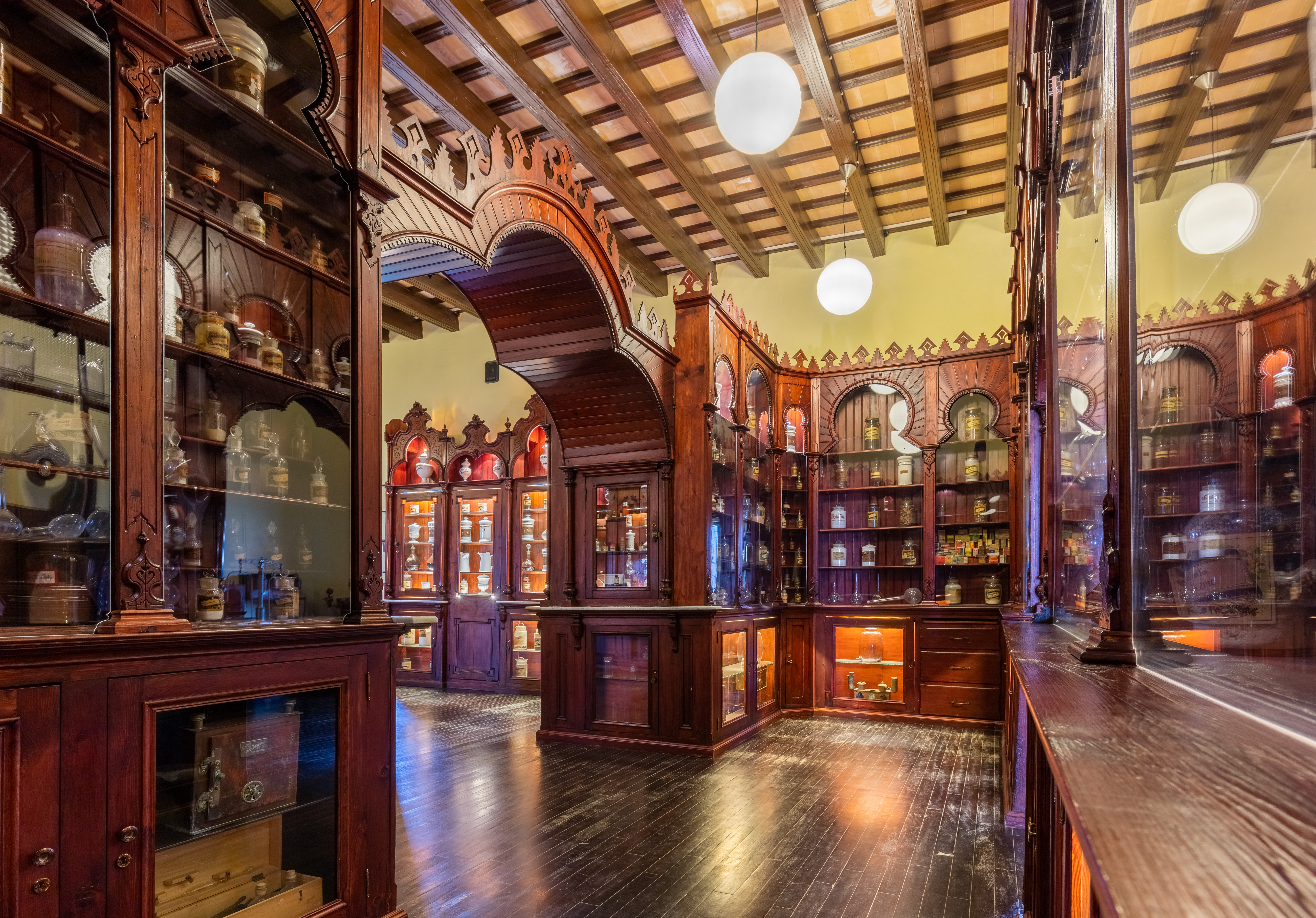
Antiga farmácia municipal, Palácio de Villavicencio
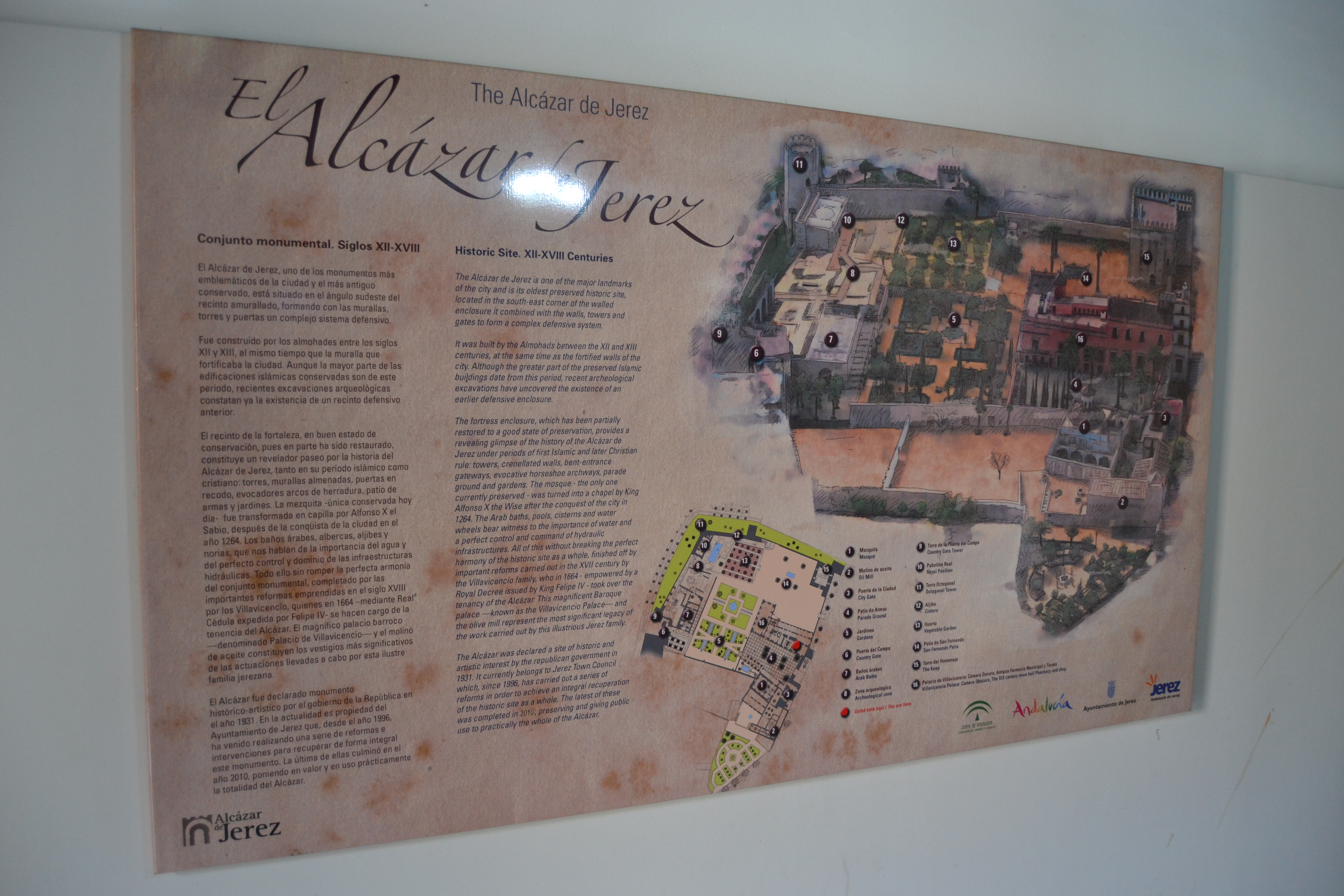
Placa informativa